# Acidente do Douglas DC-3 na Colômbia em 2019
O acidente do Douglas DC-3 da Laser Aéreo foi um acidente aéreo que teve lugar às 10:36 horas do 9 de março de 2019. A aeronave envolvida, um Douglas DC-3 pertencente à empresa Laser Aéreo, tinha decolado da localidade de Taraira de Vaupés com escala ao Aeroporto Jorge Enrique González, de San José do Guaviare. Seu destino era o Aeroporto Vanguardia, situado na localidade de Villavicencio, realizando um voo de transporte de passageiros.

## Aeronave
A aeronáutica civil colombiana informa que o avião, prefixo HK-2494, foi construído em 1945 com o número de série 99826. Relatórios adicionais sugerem que o avião pôde ter sido inicialmente construído como um Douglas C-47 Skytrain e prestou serviço na Segunda Guerra Mundial.

## Acidente
A aeronave decolou de Taraira em Vaupés às 6:13, hora local, inicialmente transportando 8 passageiros e sua tripulação. Durante seu trajeto, aterrissou em Miraflores de Guaviare às 7:39 por más condições meteorológicas, posteriormente decolando às 8:34 horas. A aeronave fez sua conexão ao Aeroporto Jorge Enrique González de San José do Guaviare às 9:14 horas. Dali, embarcaram mais dois passageiros na aeronave. Decolou de San José do Guaviare para seu destino em Villavicencio às 9:55 horas. Faltava pouco para pouso, quando os pilotos reportaram à torre de controle do aeroporto de Villavicencio que seus motores haviam falhado, na qual tinha que pousar num lugar próximo, mas a aeronave perdeu contato às 10:36, caindo em uma mata do setor da Finca A Bênção em San Martín Meta, a qual se partiu em dois provocando um incêndio, matando as 14 pessoas a bordo na aeronave.

## Passageiros e tripulação
A lista dos passageiros que morreram no acidente Douglas DC-3 foi revelada pelas autoridades e membros da Aeronáutica Civil da Colômbia na seguinte lista: 
- Jaime Carrillo Montenegro, piloto
- Jaime Eduardo Herrera Romero, copiloto
- Doris Lizet Villegas Chara, prefeita de Taraira
- Humberto Araque, esposo da prefeita
- Catalina Araque Villegas, filha da prefeita
- Manuel Tiberio Mejía Tobón, cantor de música norteña e llanera
- Santa Romelia Ibarguen Lozano, passageira
- William Alberto Alarcón Lozano, passageiro